# Alex Cord

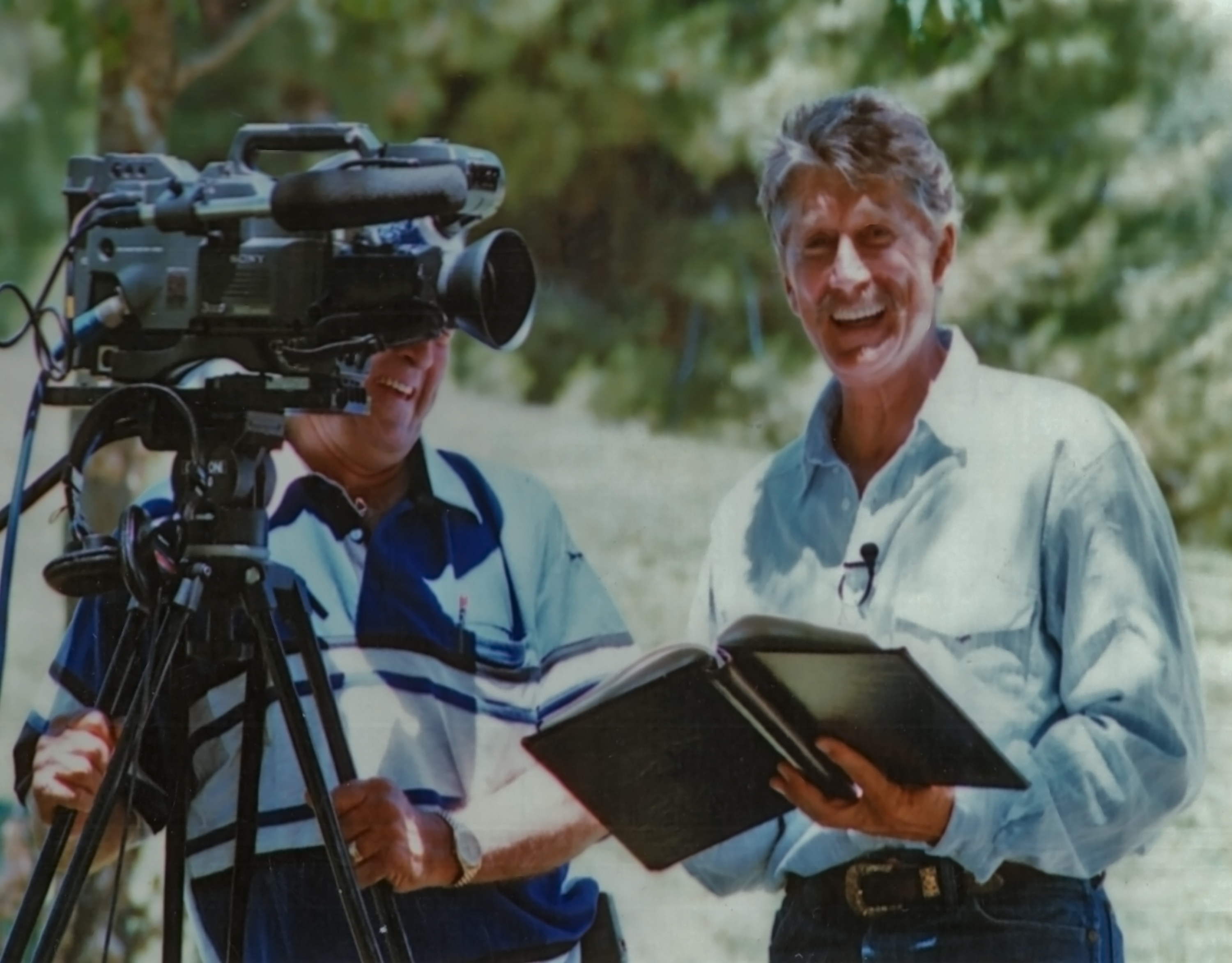
Alex Cord 1993 bei Dreharbeiten

Alex Cord (* 3. Mai 1933 als Alex Viespi in Floral Park, Long Island, New York; † 9. August 2021 in Valley View, Texas) war ein US-amerikanischer Schauspieler und Autor.

## Leben
Alex Cord wurde als Sohn von Alexander Viespi und Marie Paladino geboren. Bereits im Alter von zwei Jahren entdeckte er seine Leidenschaft für Pferde und das Reiten. Im Alter von 12 Jahren erkrankte er an Kinderlähmung und musste lange Zeit im Krankenhaus in einer Eisernen Lunge verbringen. Auf einer Ranch in Wyoming, auf der erfolgreich seine Krankheit therapiert wurde, beschloss er, Jockey oder professioneller Dressurreiter zu werden.
1950 verließ Cord im Alter von 16 Jahren die Sewanhaka Highschool und begann sich durch das Reiten von Bullen (Bull Riding) und wilden Pferden (Bareback Riding) auf Rodeo-Turnieren seinen Lebensunterhalt zu verdienen, da er bereits zu groß war, um Jockey für den Pferderennsport zu werden.
Nachdem er sich bei einem Rodeo-Turnier im New Yorker Madison Square Garden schwere Verletzungen zugezogen hatte, musste er erneut eine lange Zeit im Krankenhaus verbringen. Während seiner Rekonvaleszenz entdeckte er die Literatur und beschloss, seinen Schulabschluss an der Abendschule nachzuholen. Später studierte er Literatur an der New York University, wo er das erste Mal mit der Schauspielerei in Berührung kam. Während dieser Zeit verdiente er sein Geld unter anderem als Fliesenleger und in einer Bank.
Alex Cord hatte zwei Kinder aus früheren Beziehungen. Tochter Toni Aluisa stammt aus der Ehe mit der Schauspielerin Joanna Pettet und Sohn Damien Zachary aus der Ehe mit Mary Ann Hutchinson. Sein Sohn starb 1995 im Alter von 26 Jahren an einer Überdosis Heroin. Cord war Patenonkel von Michael Vincent Flaherty, Sohn des Schauspielers, Produzenten und Politikers Vince Flaherty.
Ab 2002 war Cord mit Susannah Moller verheiratet. Beide betrieben eine Pferde-Ranch im Norden von Texas.
Er starb dort am 9. August 2021 im Alter von 88 Jahren.

## Karriere
Durch sein während des Studiums aufgeflammtes Interesse an der Schauspielerei absolvierte Cord eine Schauspielausbildung beim Actors Studio und begann seine berufliche Laufbahn bei den The Compass Players in St. Louis, Missouri. Es folgten Rollen bei dem von der Stratford Shakespeare Academy ausgerichteten American Shakespeare Festival in Stratford, Connecticut, wo er unter anderem den Laertes in einer Adaption von Hamlet spielte. Später begleitete er die National Shakespeare Academy durch die Vereinigten Staaten.
Ein britischer Produzent sah Cord in der Rolle des Laertes und lud ihn nach London ein, wo er in vier Bühnenstücken (Doris Lessings Play With a Tiger, The Rose Tattoo, William Shakespeares Ein Sommernachtstraum und Der Regenschirm) spielte. Für seine Darstellung in Play With a Tiger wurde er vom London Critics’ Circle für den Best Actor Award nominiert.
Seine erste Filmrolle hatte er 1962 in dem Film Der Chapman-Report, bei dem George Cukor Regie führte. Es folgten viele Serienrollen und langsam auch größere Filmrollen. In San Fernando, dem Remake von John Fords Westernklassiker Ringo, spielte er 1966 an der Seite von Ann-Margret und Bing Crosby die männliche Hauptrolle des „Ringo Kid“ – doch im Gegensatz zu John Wayne 27 Jahre zuvor machte ihn diese Rolle nicht zum Star.
In den späten 1960er und 1970er Jahren war Cord verstärkt in europäischen Produktionen zu sehen; hierzu gehören der Italowestern Mehr tot als lebendig (engl. A Minute to Pray, A Second To Die) aus dem Jahr 1968 und das britische Kriegsdrama The Last Grenade mit Stanley Baker und Richard Attenborough aus dem Jahr 1970. Während dieser Zeit spielte er an der Seite von Sam Jaffe den Mörder in Edgar Allan Poes Kurzgeschichte Das verräterische Herz (1971).
Zurück in den Vereinigten Staaten wandte sich Cord verstärkt dem Fernsehen zu und hatte Rollen in zahlreichen Fernsehserien, die seine Karriere festigten. 1973 spielte er die Figur des Dylan Hunt im Pilotfilm zu Gene Roddenberrys Science-Fiction-Fernsehserie Genesis II, die allerdings mangels Erfolgs nicht fortgesetzt wurde. Erst wesentlich später wurde die Serie unter dem Namen Andromeda und anderer Besetzung zu einem Erfolg im Fernsehen. In dem epischen Western Grauadler aus dem Jahr 1977 spielte Cord die Hauptrolle.
Einem breiten Publikum wurde er in den 1980er Jahren bekannt, als er in der Fernsehserie Airwolf den stets weiß gekleideten CIA-Agenten Michael „Archangel“ Coldsmith Briggs III an der Seite von Jan-Michael Vincent und Ernest Borgnine verkörperte. Außerdem ist Cord einer der wenigen Darsteller, die sowohl in der Original- als auch in der Neufassung der Fernsehserie Kobra, übernehmen Sie in Rollen zu sehen waren. Cord ließ ab den 1990er-Jahren seine Schauspielkarriere ausklingen, zuletzt stand er im Jahr 2009 vor der Kamera.
Cord widmete sich auch dem Schreiben. Neben drei Drehbüchern schrieb er die Bücher Sandsong und Eine Feder im Regen (engl. A Feather in the Rain), in dem er den Drogentod seines Sohnes verarbeitete. Sein drittes Buch, Days of the Harbinger, erschien 2013.

## Auszeichnungen
- London Critics Award
- 1966: Golden Laurel New Faces (Nominierung)
- 2001: Golden Boot Award

## Filmografie (Auswahl)
- 1961: Am Fuß der blauen Berge (Laramie; Fernsehserie, Folge Der Mann aus den Bergen)
- 1962: Cain’s Hundred (Fernsehserie, Folge Take a Number: Jack Garsell)
- 1962: Der Chapman-Report (The Chapman Report)
- 1962–1963: Gnadenlose Stadt (Naked City; Fernsehserie, zwei Folgen)
- 1963: Alcoa Premiere (Fernsehserie, Folge The Hat of Sergeant Martin)
- 1963: The Nurses (Fernsehserie, Folge Circle of Choice)
- 1963–1964: Route 66 (Fernsehserie, fünf Folgen)
- 1964: East Side/West Side (Fernsehserie, Folge If Your Grandmother Had Wheels)
- 1965: Geächtet (Branded; Fernsehserie, Folge Survival)
- 1965: Die Gierigen (Synanon)
- 1966: San Fernando (Stagecoach)
- 1967: Bob Hope Presents the Chrysler Theatre (Fernsehserie, Folge The Lady Is My Wife)
- 1967: Erpressung durch Scorpio (The Scorpio Letters, Fernsehfilm)
- 1967: Mehr tot als lebendig (Un minuto per pregare, un istante per morire)
- 1968: Auftrag Mord (The Brotherhood)
- 1969: Stiletto
- 1970: The Last Grenade
- 1971: The Tell-Tale Heart (Kurzfilm)
- 1972: Das Geheimnis des gelben Grabes (L’etrusco uccide ancora)
- 1972: Rauchende Colts (Gunsmoke; Fernsehserie, Folge The Sodbusters)
- 1972: Kobra, übernehmen Sie (Mission: Impossible; Fernsehserie, Folge Crack-Up)
- 1973: Genesis II (Fernsehfilm)
- 1973: FBI (Fernsehserie, Folge Night of the Long Knives)
- 1973–1976: Police Story (Fernsehserie, vier Folgen)
- 1974: Chosen Survivors
- 1974: Frei geboren (Born Free; Fernsehserie, Folge The Trespassers)
- 1975: Matt Helm (Fernsehserie, Folge Murder on Ice)
- 1975: Inn of the Damned
- 1976: The Quest (Fernsehserie, Folge The Buffalo Hunters)
- 1976: Make-up und Pistolen (Police Woman; Fernsehserie, Folge Tennis Bum)
- 1976: Der Sechs-Millionen-Dollar-Mann (The Six Million Dollar Man; Fernsehserie, Folge Task Force)
- 1977: Horizont in Flammen (Fire!, Fernsehfilm)
- 1977: Sidewinder 1
- 1977: Grauadler (Grayeagle)
- 1978: W.E.B. (Fernsehserie, fünf Folgen)
- 1979: Beggarman, Thief (Fernsehfilm)
- 1979/1981: Love Boat (Fernsehserie, zwei Folgen)
- 1980–1984: Fantasy Island (Fernsehserie, fünf Folgen)
- 1981: Best of Friends (Fernsehfilm)
- 1981: Goliath – Sensation nach 40 Jahren (Goliath Awaits, Fernseh-Zweiteiler)
- 1982: Cassie & Co. (Fernsehserie, 13 Folgen)
- 1984: Jungle Warriors – Euer Weg führt durch die Hölle
- 1984: Hotel (Fernsehserie, Folge Flesh and Blood)
- 1984–1986: Airwolf (Fernsehserie, 55 Folgen)
- 1986: Mord ist ihr Hobby (Murder, She Wrote; Fernsehserie, zwei Folgen)
- 1987: Privatdetektiv Harry McGraw (The Law and Harry McGraw; Fernsehserie, Folge The Fallen Arrow)
- 1988: Das dreckige Dutzend – The Fatal Mission (The Dirty Dozen: The Fatal Mission, Fernsehfilm)
- 1988: Uninvited
- 1988: Simon & Simon (Fernsehserie, Folge The Richer They Are the Harder They Fall)
- 1988: Der Krieg der Welten (War of the Worlds; Fernsehserie, Folge The Good Samaritan)
- 1989/1992: Jake und McCabe – Durch dick und dünn (Jake and the Fatman; Fernsehserie, zwei Folgen)
- 1989: Freddy’s Nightmares: A Nightmare on Elm Street – Die Serie (Freddy’s Nightmares; Fernsehserie, Folge Memory Overload)
- 1989: In geheimer Mission (Mission: Impossible; Fernsehserie, Folge For Art’s Sake)
- 1990: Ryder (Street Asylum)
- 1990: Für dich töte ich (A Girl to Kill For)
- 1992: Blöd und blöder (The Naked Truth)
- 1992: Wurzeln des Bösen (Roots of Evil)
- 1992: C.I.A. Code Name: Alexa (CIA Code Name: Alexa)
- 1993: Karate Tiger 7
- 1995: Hologram Man
- 1995: Kung Fu – Im Zeichen des Drachen (Fernsehserie, Folge The Sacred Chalice of I-Ching)
- 1995: Walker, Texas Ranger (Fernsehserie, Folge The Guardian)
- 1996: High Tide – Ein cooles Duo (High Tide; Fernsehserie, zwei Folgen)
- 2001: Air Rage – Terror in 30.000 Feet (auch: Hijackers – Auf Leben und Tod)
- 2009: Fire from Below – Die Flammen werden dich finden (Fire from Below)